# Lodyweg
Der Lodyweg in Hannover wurde um 1935 angelegt. Er verbindet die Jägerstraße in der Nordstadt mit der Hänischbrücke in Höhe der Straße Am Moritzwinkel. Ebenfalls zur Zeit des Nationalsozialismus erhielt die Straße ihre Namensgebung nach dem Oberleutnant zur See Carl Hans Lody (1877–1914).
Nach dem Zweiten Weltkrieg wurde am Lodyweg nach Plänen des Architekten und Regierungs-Baurates Paul Wolters bis 1953 das auch Rot-Kreuz-Heim genannte Studentenwohnheim errichtet, das neben Studierenden zeitweilig auch sogenannte „Jungarbeiter“ beherbergen sollte. Das 1950er-Jahre-Ensemble wurde mit dem Laves-Preis ausgezeichnet. In dem Beschluss der Jury hieß es dazu:

„Das Haus ist in der Parklandschaft ungezwungen eingefügt bei guter Gestaltung der Baumassen und der Einzelheiten.“